# Solidaritätszuschlag
Der Solidaritätszuschlag (SolZ, umgangssprachlich Soli) ist eine Ergänzungsabgabe zur Einkommensteuer und Körperschaftsteuer in Deutschland. Ursprünglich (1991) war die Abgabe auf ein Jahr befristet. Sie wurde laut Gesetzgeber eingeführt, um die verschiedenen Mehrbelastungen aus dem Zweiten Golfkrieg sowie auch für die Unterstützung der Länder in Mittel-, Ost- und Südeuropa und die zusätzlichen Aufgaben in den neuen Bundesländern zu finanzieren. Mit der Verkündung im Bundesgesetzblatt am 24. Juni 1991 erlangte er Gesetzeskraft. Ab 1995 wurde der Zuschlag (unbefristet) zur Finanzierung der deutschen Einheit erhoben und besteht bis heute. Das Aufkommen steht nach Art. 106 Abs. 1 Nr. 6 GG allein dem Bund zu. Daher bedurfte das Solidaritätszuschlaggesetz auch nicht der Zustimmung des Bundesrates nach Art. 105 Abs. 3 GG.

## Berechnung

Einkommensteuer und Solidaritätszuschlag 2025 im Vergleich zu 2023 bezogen auf das zu versteuernde Einkommen

Der Solidaritätszuschlag beträgt 5,5 % der Einkommen- bzw. Körperschaftsteuer (§ 4 SolzG). Es gilt für die Erhebung auf die Lohn- und Einkommensteuer eine Freigrenze mit Gleitzone. Der Grenzsteuersatz (bezogen auf den Steuerbetrag) innerhalb dieser Gleitzone liegt durch die gesetzliche Berechnungsvorschrift bei 11,9 %. Danach sinkt er auf den Durchschnittssatz von 5,5 %. Der Grenzsteuersatz für die Summe aus Einkommensteuer plus Solidaritätszuschlag (bezogen auf das zu versteuernde Einkommen, abgekürzt zvE) liegt innerhalb der Gleitzone bei 47 %, sinkt danach auf 44,31 % und steigt wieder auf 47,475 % ab dem Beginn der Tarifzone des Höchststeuersatzes.
Bei der Berechnung des zugrunde gelegten zvE werden Kinderfreibeträge berücksichtigt (auch bei Eltern, die Kindergeld bekommen).
Auf die Körperschaftsteuer und die Kapitalertragsteuer wird der Solidaritätszuschlag ohne Berücksichtigung einer Freigrenze erhoben.
|           |        | Einkommensteuer                       | Einkommensteuer                                | Lohnsteuer                   | Lohnsteuer                              |
| Jahr      | Quelle | bis Einkommen- Steuerbetrag in €/Jahr | bis zu versteuerndes Einkommen (zvE) in €/Jahr | bis Brutto €/Monat in LStK I | bis Brutto €/Monat in LStK III 2 Kinder |
| --------- | ------ | ------------------------------------- | ---------------------------------------------- | ---------------------------- | --------------------------------------- |
| 2025      | [ 4 ]  | 19.950                                | 73.483                                         |                              |                                         |
| 2023      | [ 5 ]  | 17.543                                | 65.516                                         | 6.647                        | 12.130                                  |
| 2022      |        | 16.956                                | 62.603                                         | 6.245                        | 11.530                                  |
| 2021      | [ 6 ]  | 16.956                                | 62.603                                         | 6.245                        | 11.530                                  |
| 1995–2020 |        | 00.972                                | (2020) 14.530                                  | (2019) 1.544                 | (2019) 04.427                           |

### Aktuelle Rechtslage
§ 3 SolzG 1995 setzt in der am 1. Januar 2025 geltenden Fassung durch Artikel 3 G. v. 23. Dezember 2024 BGBl. 2024 I Nr. 449 erst über einem Einkommenssteuerbetrag von 19.950 Euro/Jahr/Single/Ehepartner Solidaritätszuschlag an, dies entspricht einem zu versteuernden Einkommen von 73.483 Euro je Single/Ehepartner.
Im Jahr 2023 wurde der Solidaritätszuschlag erhoben, wenn der Einkommensteuerbetrag 17.543 €/Jahr übersteigt (Beginn der Gleitzone). Das entspricht einem zu versteuerndem Einkommen von 65.516 €/Jahr. Diese Beträge verdoppeln sich bei Ehepaaren.
Bei der monatlichen Lohnsteuer nach StKl I (ledig, West, Zusatzbeitragssatz 1,6 %) wird der Solidaritätszuschlag erst ab einem Monatsbrutto von 6.647 € abgezogen. In StKl III (verheiratet, zwei Kinder, West, Zusatzbeitragssatz 1,6 %) gilt das ab monatlich 12.130 € brutto.

### Rechtslage 2021 und 2022
Der Solidaritätszuschlag wird seit 1. Januar 2021 erst erhoben, wenn die Einkommensteuer (bzw. die Lohnsteuer in den Lohnsteuerklassen I, II und IV bis VI) mehr als 16.956 €/Jahr (1.413 €/Monat) oder bei Zusammenveranlagung (bzw. in der Lohnsteuerklasse III) mehr als 33.912 €/Jahr (2.826 €/Monat) beträgt. Die auf das zvE bezogene Freigrenze lag 2022 bei genau 62.603 €/Jahr, bei Verheirateten das Doppelte, also 125.206 €/Jahr.
Für Bruttoeinkommen bis etwa 6.245 €/Monat in der Lohnsteuerklasse I und 11.530 €/Monat in der Lohnsteuerklasse III war 2022 kein Solidaritätszuschlag zu zahlen. Oberhalb dieser Grenze lag der durchschnittliche Solidaritätszuschlagssatz zunächst unter 5,5 % (bezogen auf den Steuerbetrag) und erreichte erst bei etwa 9.000 €/Monat (Lohnsteuerklasse I) oder 17.000 €/Monat (Lohnsteuerklasse III) diesen Höchstsatz.
Bei Lohnsteuerklasse III und zwei Kindern fiel im Jahr 2022 bis circa 12.955 €/Monat Bruttoeinkommen kein Solidaritätszuschlag an.
Der Steuersatz für Kapitalerträge und die Körperschaftsteuer bleibt unverändert. Kapitalanleger und Kapitalgesellschaften profitieren daher nicht von der Senkung des Solidaritätszuschlages.

### Rechtslage bis 2020

Einkommensteuer und Solidaritätszuschlag 2018 bezogen auf das zvE (Grundtarif ohne Kinderfreibeträge)

Der Solidaritätszuschlag wurde erst erhoben, wenn die Einkommensteuer (bzw. die Lohnsteuer in den Lohnsteuerklassen I, II und IV bis VI) mehr als 972 €/Jahr (81 €/Monat) oder bei Zusammenveranlagung (bzw. in der Lohnsteuerklasse III) mehr als 1.944 €/Jahr (162 €/Monat) betrug. Somit war beispielsweise im Jahr 2019 für Bruttoeinkommen bis etwa 1.544 €/Monat in der Lohnsteuerklasse I und 2.923 €/Monat in der Lohnsteuerklasse III kein Solidaritätszuschlag zu zahlen. Oberhalb dieser Grenze lag der durchschnittliche Solidaritätszuschlagssatz zunächst unter 5,5 % (bezogen auf den Steuerbetrag) und erreichte erst bei etwa 1.680 €/Monat (Lohnsteuerklasse I) oder 3.220 €/Monat (Lohnsteuerklasse III) diesen Höchstsatz (§ 4 Satz 2 SolZG 1995). Der Grenzsteuersatz (ebenfalls bezogen auf den Steuerbetrag) innerhalb dieser Gleitzone lag durch diese Berechnungsvorschrift bei 20 %; danach sank er auf den Durchschnittsatz von 5,5 %.
Bei Lohnsteuerklasse III und zwei Kindern fiel bis 4.427 €/Monat Bruttoeinkommen kein Solidaritätszuschlag an.

## Bemessung und Erhebung
Bemessung und Erhebung des Solidaritätszuschlages werden durch das Solidaritätszuschlaggesetz (SolZG) geregelt. Der Solidaritätszuschlag ist eine direkte Steuer und steht dem Bund zu (Bundessteuer). Das Aufkommen betrug 18,7 Mrd. Euro im Jahr 2020 und sank im Jahr 2021 auf 11,0 Mrd. Euro.

## Geschichte

### Einführung
Deutschland hatte im Zweiten Golfkrieg (Januar bis März 1991) etwa 15–20 % der Kosten, 16,9 Milliarden DM, übernommen. Der Gesetzentwurf der Regierungsfraktionen vom 11. März 1991 sollte 22 Milliarden DM aus dem auf ein Jahr befristeten Solidaritätszuschlag erbringen. Er wurde so begründet: „Mehrbelastungen ergeben sich nicht nur aus dem Konflikt am Golf..., sondern auch für die Unterstützung der Länder in Mittel-, Ost- und Südeuropa […] Hinzu kommen zusätzliche Aufgaben in den neuen Bundesländern.“ Mit der Verkündung im Bundesgesetzblatt am 24. Juni 1991 erlangte er Gesetzeskraft.

### Entwicklung

Vergleich des Solidaritätszuschlags vor und nach der für 2021 geplanten Reform in Abhängigkeit vom jährlich zu versteuernden Einkommen (berechnet mit Grundtarif 2019 ohne Kinderfreibeträge)

Der Solidaritätszuschlag wurde zunächst vom 1. Juli 1991 bis 30. Juni 1992 erhoben und betrug 7,5 Prozent p. a. der Einkommen-/Körperschaftsteuer. Für die Jahre 1991 und 1992 wurden also jeweils 3,75 Prozent der Einkommen-/Körperschaftsteuer zusätzlich als Solidaritätszuschlag erhoben, da er in jedem Jahr nur für sechs Monate zu erheben war.
1993 und 1994 wurde kein Solidaritätszuschlag erhoben. Ab 1995 wurde erneut ein Solidaritätszuschlag mit der Begründung eingeführt, damit die Kosten der deutschen Einheit zu finanzieren. Von 1995 bis 1997 betrug der Zuschlag 7,5 Prozent, seit 1998 beträgt er 5,5 Prozent.
Nach der Bundestagswahl 2017 verständigten sich CDU, CSU und SPD in ihren Sondierungsgesprächen und im Koalitionsvertrag darauf, „insbesondere untere und mittlere Einkommen beim Solidaritätszuschlag [zu] entlasten“. In einem ersten Schritt werden mit dem Gesetz zur Rückführung des Solidaritätszuschlages rund 90 % aller Soli-Zahler durch eine Freigrenze (mit Gleitzone) vollständig vom Soli entlastet. Die Reduzierung beträgt 10 Milliarden Euro für das Jahr 2021, also gut die Hälfte des aktuellen jährlichen Aufkommens von knapp 19 Milliarden Euro.
| Zeitraum    | Höhe                             | Freibetrag bei der Einkommensteuer | Steuersatz Übergangsbereich | voller Satz ab |
| ----------- | -------------------------------- | ---------------------------------- | --------------------------- | -------------- |
| 1991        | 7,5 % im 2. Hj. effektiv: 3,75 % | 0 DM                               | —                           | 0 DM           |
| 1992        | 7,5 % im 1. Hj. effektiv: 3,75 % | 0 DM                               | —                           | 0 DM           |
| 1993 – 1994 | keiner                           | —                                  | —                           | —              |
| 1995 – 1997 | 7,5 %                            | 1.332 DM                           | 20,0 %                      | 2.132 DM       |
| 1998 – 2001 | 5,5 %                            | 1.836 DM                           | 20,0 %                      | 2.370 DM       |
| 2001 – 2020 | 5,5 %                            | 972 €                              | 20,0 %                      | 1.255 €        |
| 2021 – 2022 | 5,5 %                            | 16.956 €                           | 11,9 %                      | 31.528 €       |
| 2023        | 5,5 %                            | 17.543 €                           | 11,9 %                      | 32.620 €       |
| 2024        | 5,5 %                            | 18.130 €                           | 11,9 %                      | 33.711 €       |
| 2025        | 5,5 %                            | 19.950 €                           | 11,9 %                      | 37.095 €       |
| 2026        | 5,5 %                            | 20.350 €                           | 11,9 %                      | 37.839 €       |

## Kritik

### Verfassungsmäßigkeit
Die Verfassungsmäßigkeit ist schon seit vielen Jahren kontrovers diskutiert worden. Der Bund der Steuerzahler rief 2006 das Bundesverfassungsgericht an. Das Bundesministerium der Finanzen wies am 10. November 2006 die Landesfinanzbehörden an, Steuerfestsetzungen hinsichtlich des Solidaritätszuschlagsgesetzes ab 1995 nur noch vorläufig vorzunehmen, bis das Bundesverfassungsgericht endgültig entschieden hat. Mit Beschluss vom 11. Februar 2008 nahm das Bundesverfassungsgericht die Verfassungsbeschwerde ohne Begründung nicht zur Entscheidung an. Daher wurde ab dem 14. Mai 2008 die Vorläufigkeit der Festsetzung des Solidaritätszuschlags wieder aufgehoben.
Das niedersächsische Finanzgericht hält den Solidaritätszuschlag – spätestens seit dem Jahr 2007 – für verfassungswidrig und legte eine anhängige Klage gemäß Art. 100 GG dem Bundesverfassungsgericht vor. Die Richter führten an, für die Finanzierung der Kosten der Deutschen Einheit bestehe ein langfristiger finanzieller Bedarf. Dieser dürfe nicht durch die Erhebung einer Ergänzungsabgabe gedeckt werden. Das Bundesfinanzministerium wies daraufhin die Landesfinanzbehörden am 7. Dezember 2009 an, den Solidaritätszuschlag für alle Veranlagungszeiträume ab 2005 nur noch vorläufig festzusetzen. Dagegen sind die Finanzgerichte Münster und Köln der Ansicht, dass der Solidaritätszuschlag auch für das Jahr 2007 verfassungsgemäß sei.
Am 8. September 2010 entschied das Bundesverfassungsgericht, dass Ergänzungsabgaben aus verfassungsrechtlichen Gründen nicht befristet werden müssen. Der Vorstoß des niedersächsischen Finanzgerichts gegen den Solidaritätszuschlag wurde zurückgewiesen. Die Karlsruher Richter wiesen zudem die Ansicht der Finanzrichter zurück, dass der Solidaritätszuschlag wegen verschiedener Steuerermäßigungen in den vergangenen Jahren hätte entfallen müssen. Den Verfassungsrichtern zufolge wurden zwar Steuersätze gesenkt, zugleich aber deren Bemessungsgrundlage verbreitert. Das Bundesverfassungsgericht hatte die Vorlage dabei für unzulässig erklärt und deshalb keine materiell-rechtliche Prüfung vorgenommen.
Im August 2013 legte das niedersächsische Finanzgericht dem Bundesverfassungsgericht den Solidaritätszuschlag für das Jahr 2007 mit neuen rechtlichen Erwägungen nochmals zur Prüfung vor und gewährte vorläufigen Rechtsschutz. Das Verfahren war seit Februar 2014 anhängig. Mit einstimmigem Kammerbeschluss vom 7. Juni 2023 stellte das Bundesverfassungsgericht die Unzulässigkeit der Vorlage fest.
Mit Urteil vom 30. Januar 2023 entschied der Bundesfinanzhof: Die Erhebung des Solidaritätszuschlags war in den Jahren 2020 und 2021 noch nicht verfassungswidrig. Die Kläger hatten u. a. argumentiert, bei dem Solidaritätszuschlag handele es sich um eine verkappte Reichensteuer, die gegen den Gleichheitsgrundsatz verstoße. Der BFH folgte dieser Argumentation nicht: Zwar könne eine verfassungsgemäß beschlossene Ergänzungsabgabe wie der Solidaritätszuschlag dann verfassungswidrig werden, wenn sich die Verhältnisse, die für ihre Einführung maßgeblich waren, grundsätzlich ändern oder wenn eine dauerhafte Finanzierungslücke entstanden ist. Der Solidaritätszuschlag habe aber seine Rechtfertigung noch nicht verloren. Der Gesetzgeber habe schlüssig dargelegt, dass die Einnahmen aus dem ab 2021 fortgeführten Solidaritätszuschlag zukünftig die fortbestehenden wiedervereinigungsbedingten Kosten nicht decken werden. Ein finanzieller Mehrbedarf des Bundes, der aus der Bewältigung einer Generationenaufgabe resultiert, könne auch für einen sehr langen Zeitraum anzuerkennen sein. Dieser Zeitraum sei beim Solidaritätszuschlag jedenfalls 26 bzw. 27 Jahre nach seiner Einführung noch nicht abgelaufen. Da der ursprüngliche Zweck für die Einführung des Solidaritätszuschlags in den Jahren 2020 und 2021 noch nicht entfallen war, komme es auf eine mögliche Umwidmung des Zuschlags für die Finanzierung der Kosten der Coronapandemie oder des Ukraine-Krieges nicht an. Der Solidaritätszuschlag verstoße auch nicht gegen den allgemeinen Gleichheitssatz (Art. 3 Abs. 1 des Grundgesetzes). Daher könne auch der Gesetzgeber beim Solidaritätszuschlag, der im wirtschaftlichen Ergebnis eine Erhöhung der Einkommensteuer darstellt, sozialen Gesichtspunkten Rechnung tragen und diesen auf Steuerpflichtige mit hohen Einkünften beschränken. Vor diesem Hintergrund sei die ab 2021 bestehende Staffelung des Solidaritätszuschlags mit Blick auf das Sozialstaatsprinzip des Grundgesetzes gerechtfertigt.
Am 12. November 2024 verhandelte das Bundesverfassungsgericht über eine Verfassungsbeschwerde, mit der sich die Beschwerdeführer unmittelbar gegen das Solidaritätszuschlaggesetz 1995 wendeten und entschied am 26. März 2025, dass der Solidaritätszuschlag verfassungsgemäß sei, weil es weiter zusätzlichen Finanzbedarf durch die Wiedervereinigung gebe (AZ: 2 BvR 1505/20).

### Diskussion um Abschaffung
Seit Jahren wird eine politische Debatte geführt, ob der Solidaritätszuschlag abgeschafft werden soll. Das Institut der deutschen Wirtschaft schlug 2008 die kurzfristige Streichung des Solidaritätszuschlags vor, um die Konjunktur anzukurbeln und die Binnennachfrage zu stärken.
Laut einer repräsentativen Umfrage von Infratest dimap unter 1003 Befragten sprach sich im August 2013 eine knappe Mehrheit der wahlberechtigten Bevölkerung in Deutschland für die Abschaffung des Solidaritätszuschlags aus (54:44 Prozent). In Westdeutschland fällt die Mehrheit etwas deutlicher aus (58:39 Prozent), im Osten ist hingegen nur eine Minderheit für die Abschaffung des Solis (37:62 Prozent).
Am 6. Dezember 2014 hat sich Bundeskanzlerin Angela Merkel in ihrem Video-Podcast für die Beibehaltung des Solidaritätszuschlags nach dem Ende des Solidarpakts II über das Jahr 2019 hinaus ausgesprochen.
Der damalige Bundesfinanzminister Wolfgang Schäuble sprach sich dagegen in einem Interview im September 2016 dafür aus, den „Solidaritätszuschlag verfassungsgemäß nach 2019 auslaufen“ zu lassen. Sein Vorschlag sei es, „den Solidaritätszuschlag ab 1. Januar 2020 in elf gleichmäßigen Raten bis 1. Januar 2030 abzuschaffen“.
Der Präsident des Bundesrechnungshofes sprach sich in seiner Eigenschaft als Bundesbeauftragter für Wirtschaftlichkeit in der Verwaltung in einem Gutachten vom 4. Juni 2019 aus verfassungsrechtlichen Gründen dafür aus, den Solidaritätszuschlag bis spätestens zum Ende des neuen Finanzplanungszeitraums im Jahr 2023 vollständig abzuschaffen. Bereits ab dem 31. Dezember 2019 sei die verfassungsrechtliche Legitimation fraglich.
Im August 2019 legte das Bundesfinanzministerium um Olaf Scholz einen Gesetzentwurf zur Abschaffung des Solidaritätszuschlags vor. Der Soli entfiele ab 2021 laut Gesetzentwurf im „ersten Schritt“ für rund 90 Prozent der Bürger (91 Prozent der Arbeitnehmer und 88 Prozent der Gewerbetreibenden). Die komplette Abschaffung des Soli würde nach Angaben des Bundesfinanzministeriums rund 11 Milliarden Euro kosten. Das Bundeskabinett stimmte den Plänen von Olaf Scholz zu. Nach diesen müssten ledige Arbeitnehmer den Zuschlag ab 2021 erst ab einem Bruttojahreseinkommen von mehr als 74.000 Euro zahlen. Am 14. November 2019 hat der Bundestag dieses Gesetz beschlossen.

### Mittelverwendung
Die Einnahmen sind nicht zweckgebunden und werden für alle anfallenden Ausgaben verwendet. Der Finanzwissenschaftler Helmut Seitz äußerte daher auf tagesschau.de, der Etikettenschwindel sei zu beenden, und spätestens mit Auslaufen des Solidarpaktes II müsse eine Alternative gefunden werden. Gemeinsam mit der Arbeitsgruppe Gesprächskreis Ost im Auftrag der Bundesregierung meinte er, der Unterschied sei ab 2020 nicht mehr an den neuen Bundesländern festzumachen, sondern an den strukturschwachen Gebieten Gesamtdeutschlands.